# Danijel Vušković
Danijel Vušković (5. siječnja 1981.) bivši je hrvatski nogometaš. Otac je nogometaša Luke i Marija Vuškovića. Njegov otac Mario i djed Marko također su bili nogometaši i igrali za Hajduk Split.
Nastupao je u Hajduku, Rijeci i Zadru te drugim klubovima. 
Statistika u Hajduku
| Natjecanje        | Nastupi | Zgoditci |
| ----------------- | ------- | -------- |
| Prvenstvo         | 3       | 0        |
| Kup               | 0       | 0        |
| Superkup          | 0       | 0        |
| Međunarodne       | 0       | 0        |
| Splitski podsavez | 0       | 0        |
| Ukupno            | 3       | 0        |
| Prijateljske      | 15      | 6        |
| Sveukupno         | 18      | 6        |